# Magni LeMans
La LeMans era una motocicletta da strada prodotta dalla casa italiana Magni.

## Storia del progetto
La Magni iniziò la produzione di motociclette nel 1980, prima con le MH1 e MH2 motorizzate Honda, e dal 1983 con le MB1 e MB2 motorizzate BMW. Questi ultimi due modelli non replicarono il successo delle MH, inoltre la Magni fu costretta a sospendere la produzione dopo soli 150 esemplari, a causa della sospensione della fornitura di motori da parte di BMW.
L'azienda decise così di rivolgersi, per il motore, ad un produttore italiano. La scelta cadde sulla Moto Guzzi, e nel 1985 fu realizzata la prima Magni motorizzata Guzzi, la LeMans.
La moto prese il nome dal modello Guzzi di cui condivideva il motore, la Le Mans.
La LeMans era dotata di una carenatura completa in fibra di vetro, disegnata dallo stesso Arturo Magni, che lasciava scoperte solo le testate e parte dei cilindri, in quanto il motore era raffreddato ad aria.
Sulla LeMans fu introdotto l'innovativo forcellone a parallelogramma, in grado di eliminare i problemi dovuti alla trasmissione a cardano, rendendo la guida simile a quella di una moto con trasmissione finale a catena.
Il telaio era a doppia culla in acciaio come quello della Guzzi Le Mans, ma con un interasse più corto di 4 mm e nel complesso più leggero. La Magni pesava infatti soli 206 kg contro i 215 della Guzzi.
La LeMans fu testata nel 1988 dalla rivista britannica Superbike, che diede un giudizio nel complesso positivo, confermando che, nella guida sportiva, col nuovo forcellone non erano più necessari gli accorgimenti che si adottavano con le normali moto a cardano. Durante i test la LeMans registrò una velocità massima di 135 mph (217 km/h).